# 以马内利教堂 (特拉维夫)
以马内利教堂（希伯來語：כנסיית עמנואל，Knesiyat Immanu'el）是一座新教信義宗教堂，位于以色列特拉维夫的美国-德国城（American–Germany Colony）。它建于1904年。1955年，世界路德会联合会将管理权交给挪威以色列传教会。

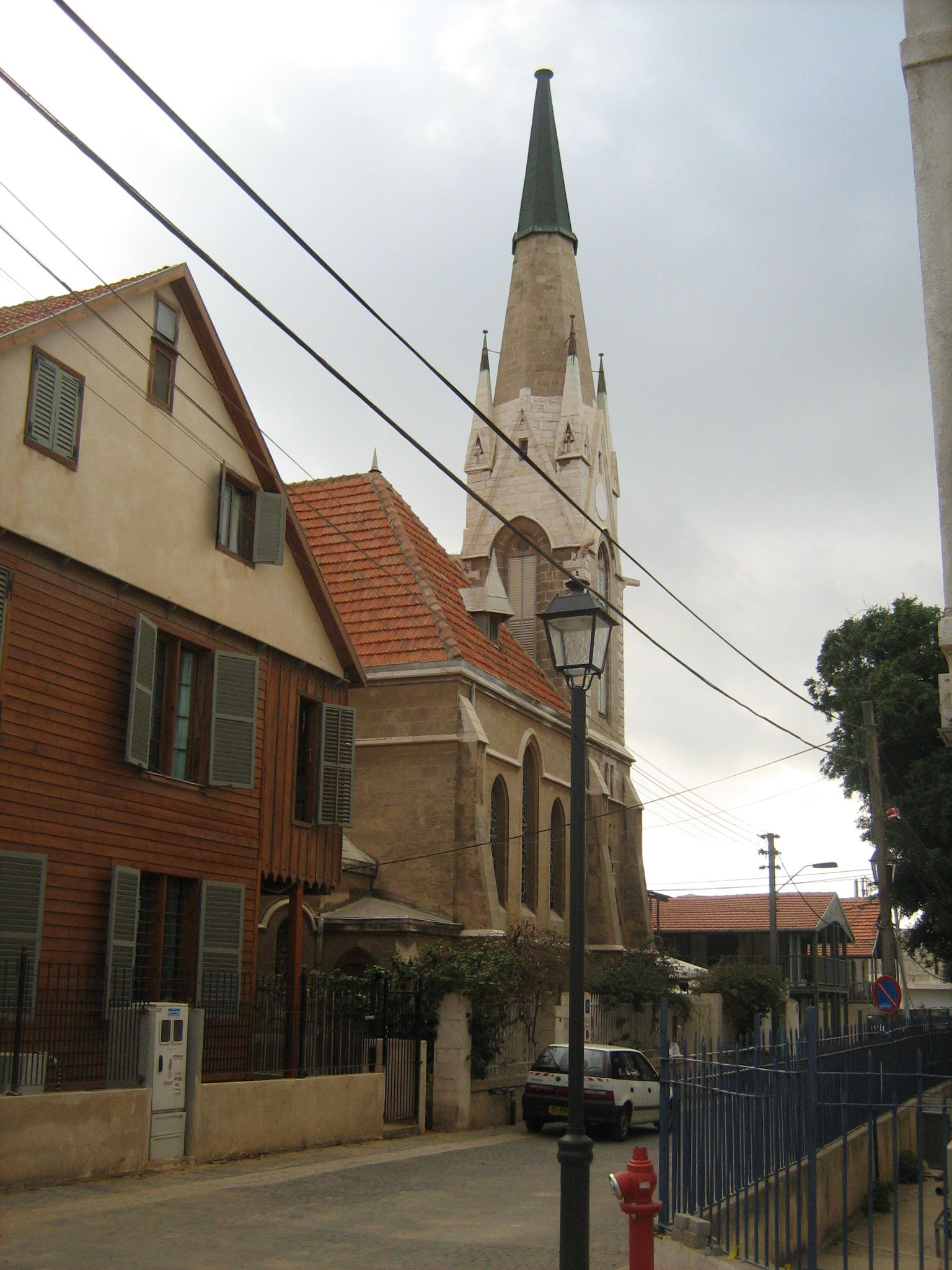